# ATP Challenger Tarragona
Das ATP Challenger Tarragona (offiziell: Open Tarragona Costa Daurada) war ein Tennisturnier, das von 2006 bis 2010 jährlich in Tarragona, Spanien stattfand. Es gehörte zur ATP Challenger Tour und wurde im Freien auf Sand gespielt. 1981 und 1982 fand an selber Stellen schon je eine Austragung statt. Alberto Martín gewann als einziger Spieler das Turnier im Einzel zweimal. Marcel Granollers gewann zudem je einmal in Einzel und Doppel.

## Liste der Sieger

### Einzel
| Jahr                         | Sieger               | Finalgegner       | Ergebnis       |
| ---------------------------- | -------------------- | ----------------- | -------------- |
| 2010                         | Marcel Granollers    | Jaroslav Pospíšil | 1:6, 7:5, 6:0  |
| 2009                         | Daniel Gimeno Traver | Paolo Lorenzi     | 6:4, 6:0       |
| 2008                         | Alberto Martín (2)   | Simon Greul       | 6:75, 6:4, 6:4 |
| 2007                         | Alberto Martín (1)   | Peter Luczak      | 6:4, 7:5       |
| 2006                         | Paolo Lorenzi        | Younes El Aynaoui | 6:4, 7:64      |
| 1983–2005: nicht ausgetragen |                      |                   |                |
| 1982                         | Sergio Casal         | Jairo Velasco Sr. | 6:4, 6:2       |
| 1981                         | Jairo Velasco Sr.    | Eduardo Osta      | 5:7, 6:2, 6:4  |

### Doppel
| Jahr                         | Sieger                              | Finalgegner                           | Ergebnis          |
| ---------------------------- | ----------------------------------- | ------------------------------------- | ----------------- |
| 2010                         | Guillermo Olaso Pere Riba           | Pablo Andújar Gerard Granollers       | 7:62, 4:6, [10:5] |
| 2009                         | Tomasz Bednarek Mateusz Kowalczyk   | Flavio Cipolla Alessandro Motti       | 6:1, 6:1          |
| 2008                         | Dušan Karol Daniel Köllerer         | Marc Fornell Mestres Marc López       | 6:2, 6:2          |
| 2007                         | Marcel Granollers Santiago Ventura  | Pablo Andújar Daniel Muñoz de la Nava | 6:4, 7:63         |
| 2006                         | Hugo Armando Gabriel Trujillo Soler | Álex López Morón Santiago Ventura     | 6:3, 7:63         |
| 1983–2005: nicht ausgetragen |                                     |                                       |                   |
| 1982                         | Sean Brawley Christo Steyn          | Francisco Ferrer Martín Jaite         | 6:3, 6:0          |
| 1981                         | Zoltán Kuhárszky Richard Lewis      | Robbie Venter Blaine Willenborg       | 6:2, 3:6, 6:3     |